# Wladimir Klimentjewitsch Kotulski

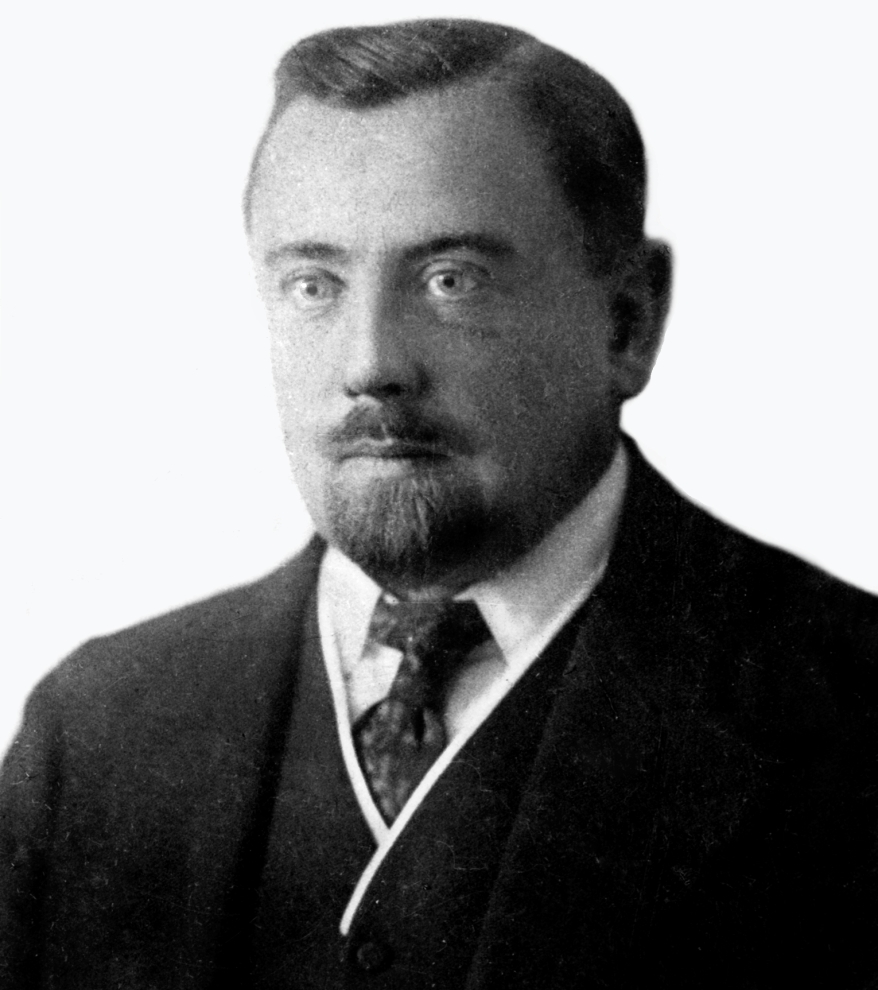
Wladimir Klimentjewitsch Kotulski (1916)

Wladimir Klimentjewitsch Kotulski (russisch Владимир Климентьевич Котульский; * 3. Julijul. / 15. Juli 1879greg. in Belostok; † 24. Februar 1951 in Krasnojarsk) war ein russisch-sowjetischer Geologe und Hochschullehrer.

## Leben
Kotulski war der Sohn eines Bahnhofsangestellten und einer Telegrafistin. Als der Vater 1880 Bahnhofsvorsteher in Odessa wurde, zog die Familie dorthin um. Nach dem Besuch der Realschule in Odessa studierte Kotulski 1897–1903 am Bergbau-Institut St. Petersburg, das er als Bergbauingenieur verließ. 1903–1904 absolvierte er seinen einjährig-freiwilligen Wehrdienst in der Kaiserlich Russischen Armee als Kanonier. Nach einem anschließenden Kurs war er Feuerwerker und nach entsprechender Prüfung Praporschtschik der Reserve. 1905 wurde er für den Russisch-Japanischen Krieg mobilisiert.
Ab Mai 1906 leitete Kotulski Bergbau-Arbeiten in der Kupfererzgrube Alawerdi. Ab 1907 lehrte er am Bergbau-Institut St. Petersburg am Lehrstuhl für Mineralogie. Daneben nahm er an den Expeditionen der Lena-Geologie-Gruppe des Bergbau-Departements der Regierung teil (bis 1914). 1914 wurde er nach Paris zu Alfred Lacroix und nach Genf zu Louis Duparc geschickt. Im Sommer 1914 arbeitete er mit Wladimir Nikitowitsch Lodotschnikow in der Sljudjanka-Expedition.
1915 wurde Kotulski als Geologe in das Staatliche Geologie-Komitee gewählt und zum Vorsitzenden der Metallsektion ernannt. Als im Ersten Weltkrieg der Geologie-Teil des Kaiserlichen Kabinetts aufgelöst und Konzessionen an Ausländer vergeben wurden, ging Kotulski ins Altai. 1917 studierte er zwei Erz-Lagerstätten im Altai und zwei weitere in Kasachstan, die ein zusammenhängendes Gebiet mit Metallvorkommen markierten. Der betreffende südwestliche Altai-Teil wurde als Erz-Altai bekannt.
Nach der Oktoberrevolution und Beginn des Russischen Bürgerkriegs wurde Kotulski im Sommer 1918 als Vizedirektor in das provisorische Geologie-Komitee der kurzlebigen Koltschak-Regierung gewählt. Nach dem Ende dieser Regierung kehrte Kotulski nach Petrograd zurück, wo das Staatliche Geologie-Komitee wieder seine Arbeit aufnahm. 1921 wurde er Vizedirektor und 1924 Direktor des Komitees.
Ab 1929 leitete Kotulski die Staatliche Kommission für Bodenschätzereserven. Im selben Jahr wurde das Geologie-Komitee reorganisiert, indem es die Geologie-Hauptverwaltung beim Präsidium des Obersten Rats für Volkswirtschaft wurde, während die bisherigen wissenschaftlichen Abteilungen Institute für Prospektion der Bergbauindustriezweige wurden. Kotulski wurde Direktor des Instituts für Buntmetallprospektion. Er untersuchte die Qalba-Gold-Lagerstätte und die Blei-Zink-Lagerstätten im Erz-Altai und in Zentralkasachstan. Er nahm an Expeditionen in Sibirien, Zentralasien, im Ural und im Kaukasus teil. Er organisierte die erste Tiefbohrung im Krywbas.
Ab 1929 hielt Kotulski eine Vorlesung am Bergbau-Institut Leningrad. 1930 wurde er dort zum Leiter des Lehrstuhls für Prospektion gewählt.
Am 28. Oktober 1930 wurde Kotulski von der OGPU verhaftet und wegen Unterbewertung der Metallreserven und Verlangsamung der Lagerstättenerschließung zum Tode durch Erschießen verurteilt, was in 10 Jahre Lagerhaft umgewandelt wurde. Dank der Bemühungen seiner Schwester Jelena Klimentjewna Kotulskaja, die Sopranistin am Bolschoi-Theater war, kam Kotulski bald wieder frei. 1931 entdeckte er eine Sulfid-Lagerstätte auf der Halbinsel Kola.
Am 19. Januar 1932 wurde Kotulski wieder verhaftet und nach Artikel 58 des Strafgesetzbuches der RSFSR zu 10 Jahren Lagerhaft verurteilt. Er kam in das gefängnisartige Geologische Sonderbüro in Murmansk, dessen Chef er wurde (1932–1933). Er beriet den Apatit-Trust in Chibinogorsk. Sein Sohn Alexander Wladimirowitsch Kotulski widmete ihm das Gedicht Chibiny (1933). Kotulski beriet dann den Seweronikel-Trust in Montschegorsk (1934–1941). Er entdeckte dort 1935 die bedeutende Kupfer-Nickel-Lagerstätte Nittis-Kumaschja-Trawjanaja. Er nahm als begleitender Sekretär am VII. Internationalen Geologenkongress 1937 in Moskau teil. Bald darauf wurde er freigelassen mit der Auflage, außerhalb großer Städte zu leben. Nach Beginn des Deutsch-Sowjetischen Krieges wurde er am 10. August 1941 Geologe der geologischen Abteilung des Norilsker Bergbauindustrie-Kombinats. Am 1. Januar 1944 wurde sein Strafregister gelöscht. 1945 wurde er ohne Verteidigung einer Dissertation zum Doktor der geologisch-mineralogischen Wissenschaften promoviert und zum Professor ernannt. Darauf arbeitete er im Institut für Geologische Wissenschaften der Akademie der Wissenschaften der UdSSR in Moskau.
Am 12. Mai 1949 wurde Kotulski aufgrund einer Denunziation der Prawda-Korrespondentin A. F. Schestakowa verhaftet im Zusammenhang mit dem Krasnojarsker Geologen-Prozess wie auch Alexei Alexandrowitsch Balandin, Jakow Samoilowitsch Edelstein, Iossif Fjodorowitsch Grigorjew, Alexander Grigorjewitsch Wologdin, Michail Petrowitsch Russakow, Michail Michailowitsch Tetjajew, Wladimir Michailowitsch Kreiter, Lew Iossifowitsch Schamanski, Wjatscheslaw Wjatscheslawowitsch Bogazki, Alexander Jakowlewitsch Bulynnikow, Igor Wladimirowitsch Lutschizki, Jewgeni Ossipowitsch Pogrebizki, Boris Fjodorowitsch Speranski, Wenedikt Andrejewitsch Chachlow, Felix Nikolajewitsch Schachow und weitere Geologen. Am 28. Oktober 1950 wurde Kotulski von der Sonderkonferenz des NKWD nach Artikel 58 des Strafgesetzbuches der RSFSR wegen Sabotage bei der Suche nach Uranvorkommen in Sibirien zu 25 Jahren Lagerhaft verurteilt. Er starb auf dem Transport von Krasnojarsk in das NorilLag am 24. Februar 1951.
Nach Stalins Tod wurde Kotulskis Urteil am 31. März 1954 aufgrund fehlender Beweise aufgehoben. Vollständig rehabilitiert wurde er am 31. Mai 1989.
Kotulskis Namen tragen das Metallsulfid Kotulskit und Straßen in Norilsk und Montschegorsk.

## Ehrungen
- Ernennung zum Kollegiensekretär (10. Rang, 1906)
- Ernennung zum Kollegienassessor (8. Rang, 1910)
- Sankt-Stanislaus-Orden III. Klasse (1911)
- Ernennung zum Hofrat (7. Rang, 1912)
- Russischer Orden der Heiligen Anna III. Klasse (1914)
- Leninorden (1931)
- Orden des Roten Banners der  Arbeit (1943)